# Parque natural de la Tenencia de Benifasar
El Parque Natural de la Tenencia de Benifasar (en valenciano Parc Natural de la Tinença de Benifassà) es un espacio natural protegido español situado a los pies del Macizo de los Puertos de Tortosa-Beceite, cubriendo la mayor parte de la comarca histórica homónima, parte de la actual comarca del Bajo Maestrazgo. Fue declarado parque natural por el Consejo de la Generalidad Valenciana el 19 de mayo de 2006.

## Situación

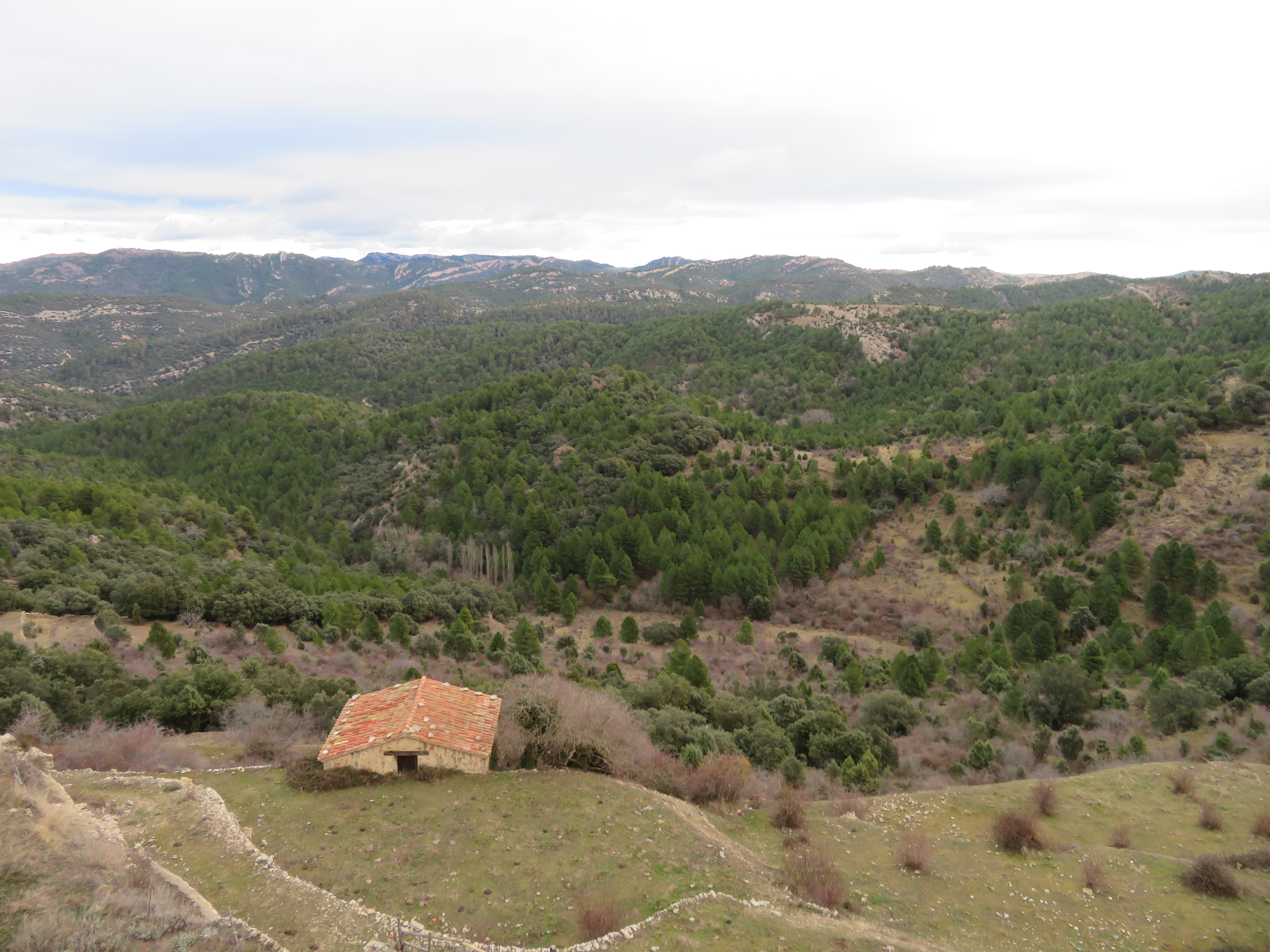
Parc Natural de la Tinença de Benifassà.

El parque de forma muy irregular se sitúa en el extremo norte de la provincia de Castellón, limítrofe con las comarcaras catalanas de los Puertos de Tortosa y la aragonesa de la Matarraña. Comprende los términos municipales de la Castell de Cabres y Puebla de Benifasar. Se trata de poblaciones fuertemente afectadas por el éxodo rural, aunque de gran belleza y valor patrimonial.

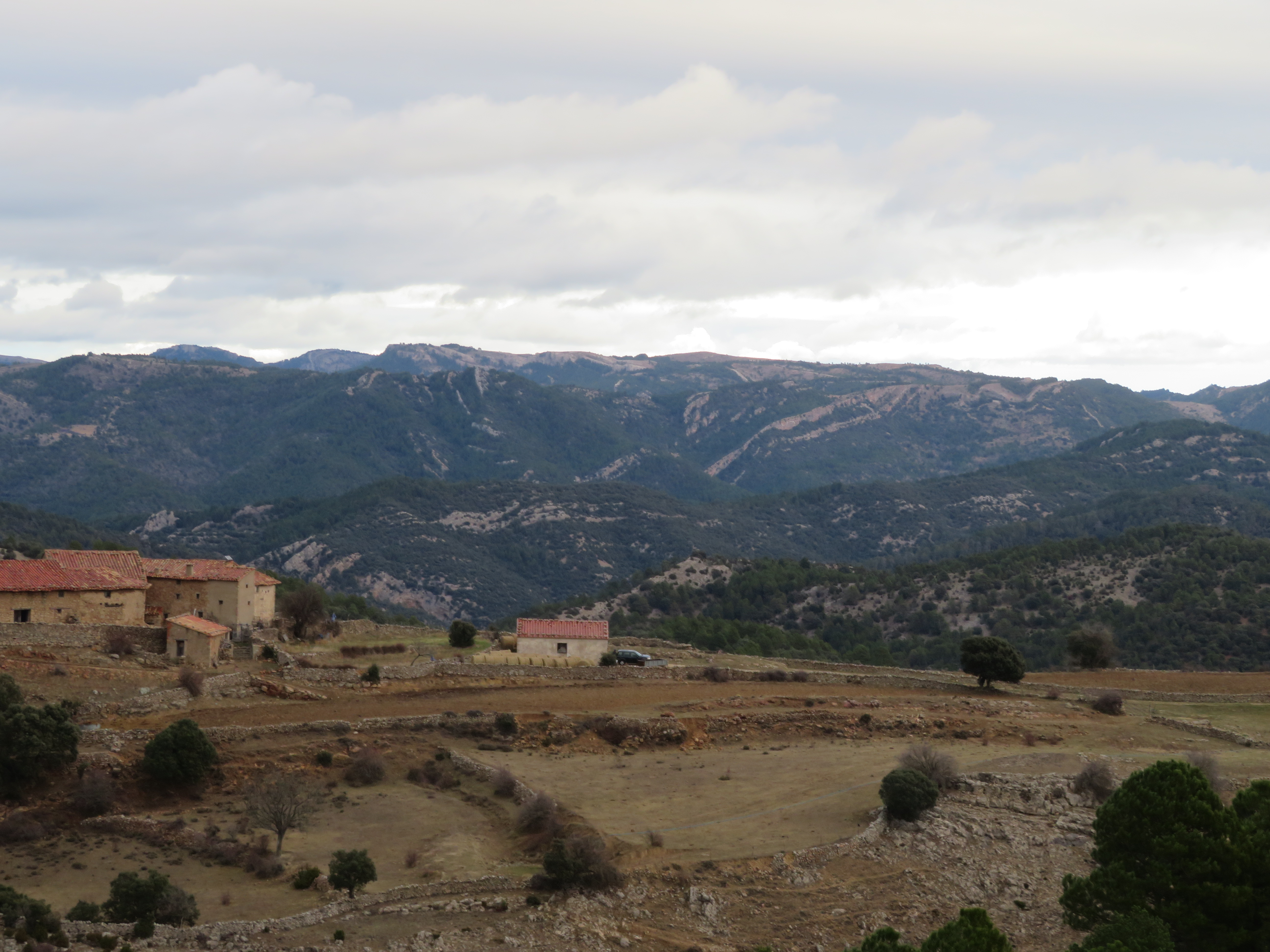
Parc Natural de la Tinença de Benifassà.

## Patrimonio

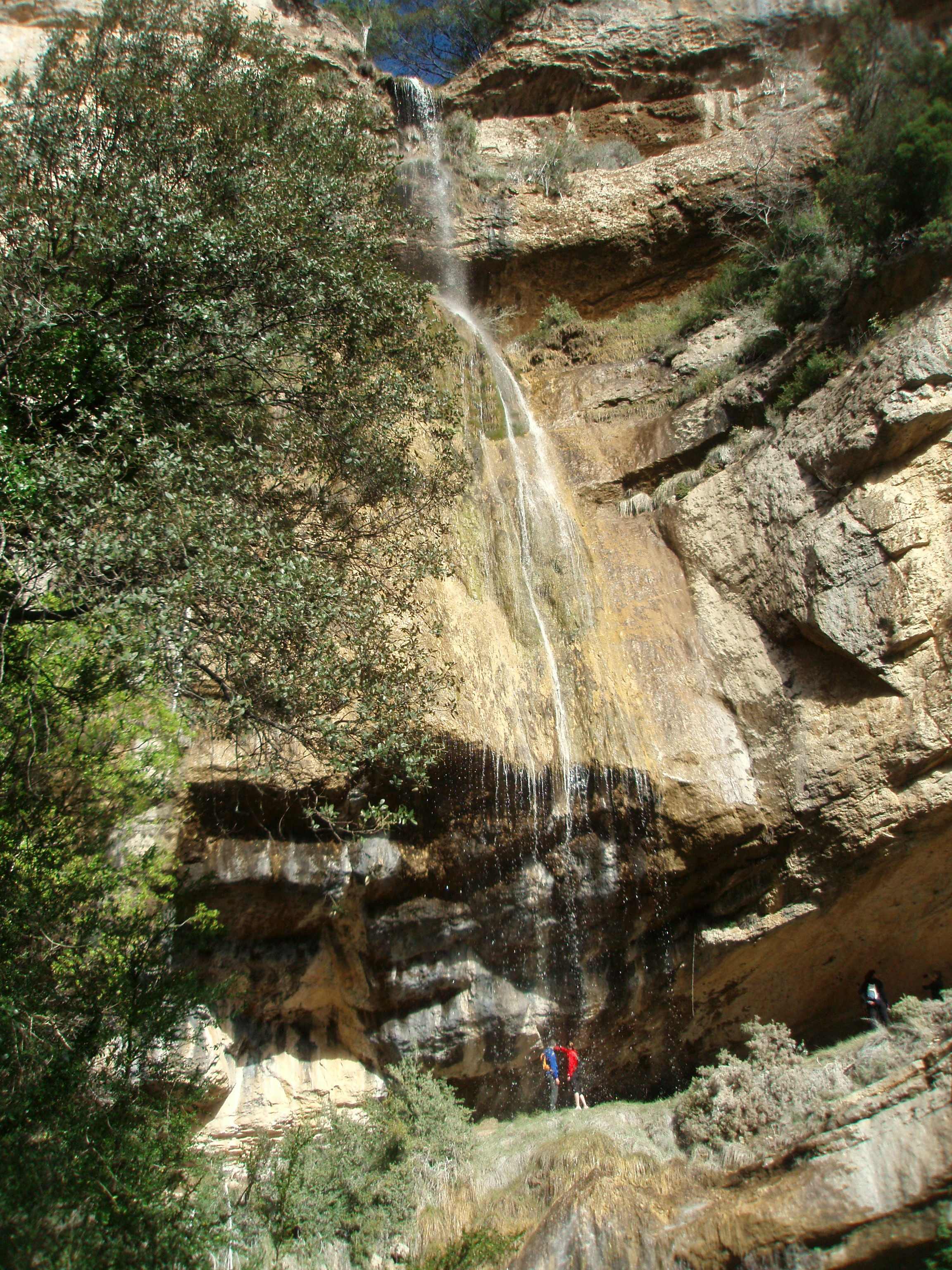
El Salto de Robert, cascada del río Cenia situada en Fredes, al norte del parque natural.

Destacan dos elementos de patrimonio en el parque. El primero son las pinturas rupestres situadas en una franja de roca junto al muro del pantano, que forman parte del Arte rupestre del arco mediterráneo de la península ibérica (declarados Patrimonio de la Humanidad por la Unesco). El segundo es el Real Convento de Santa María de Benifasar, uno de los primeros fundados en la Comunidad Valenciana.

## Flora

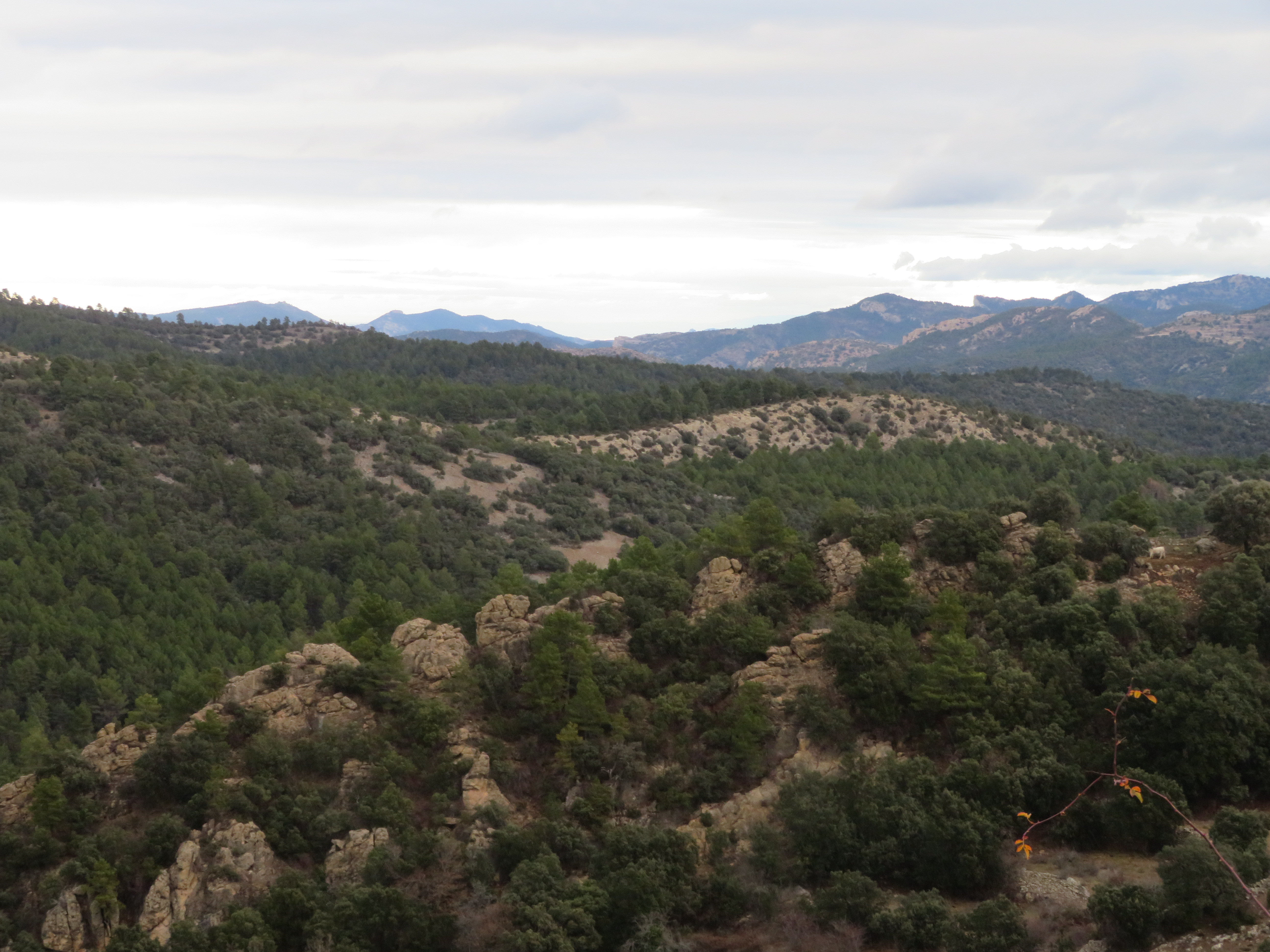
Parc Natural de la Tinença de Benifassà.

La Tenencia de Benifasar alberga algunos de los bosques mejor conservados de la Comunidad Valenciana. En contra de lo que se suele afirmar, no alberga ningún hayedo, al menos en la actualidad, aunque estos quedan muy cercanos, pero en territorio catalán. No obstante, el acceso más sencillo a ellos sea desde el pueblo castellonense de Fredes. Abundan los bosques de pino silvestre con sotobosque de boj (Buxus sempervirens) y gayuba (Arctostaphylos uva-ursi), y pies de acebo (Ilex aquifolium) y tejo europeo (Taxus bacatta) aislados. En algunas zonas, el sotobosque aparece tapizado de helechos, lo que le da un cierto aire nórdico.
En las zonas menos umbrías aparece el pino carrasco, el pino negral, el arce de Montpellier o el quejigo, junto a los típicos matorrales propios de las zonas de clima mediterráneo: (romero, tomillo, e incluso en las zonas más bajas de la comarca el palmito).

## Fauna
La fauna de este parque destaca por la presencia de algunas especies carismáticas, como son la cabra montés, hoy bastante abundante en el interior de Castellón y Valencia; el buitre leonado (Gyps fulvus), el corzo (Capreolus capreolus), reintroducido a partir de ejemplares de Francia.
Asimismo, podemos señalar la presencia del introducido muflón, mucho más difícil de avistar que la cabra montés; el abundantísimo jabalí (Sus scrofa), depredadores como el zorro (Vulpes vulpes), la jineta, la garduña (Martes foina), la comadreja o el tejón. Entre los componentes de la avifauna más llamativos, podemos destacar el azor común (Accipiter gentilis) y el águila real (Aquila chrysaetos).